# The Irish Honeymoon
The Irish Honeymoon er en amerikansk stumfilm fra 1911 af Sidney Olcott.

## Medvirkende
- Gene Gauntier - Maggie McClusky
- Sidney Olcott - Larry Malone